# Gaius Musonius Rufus

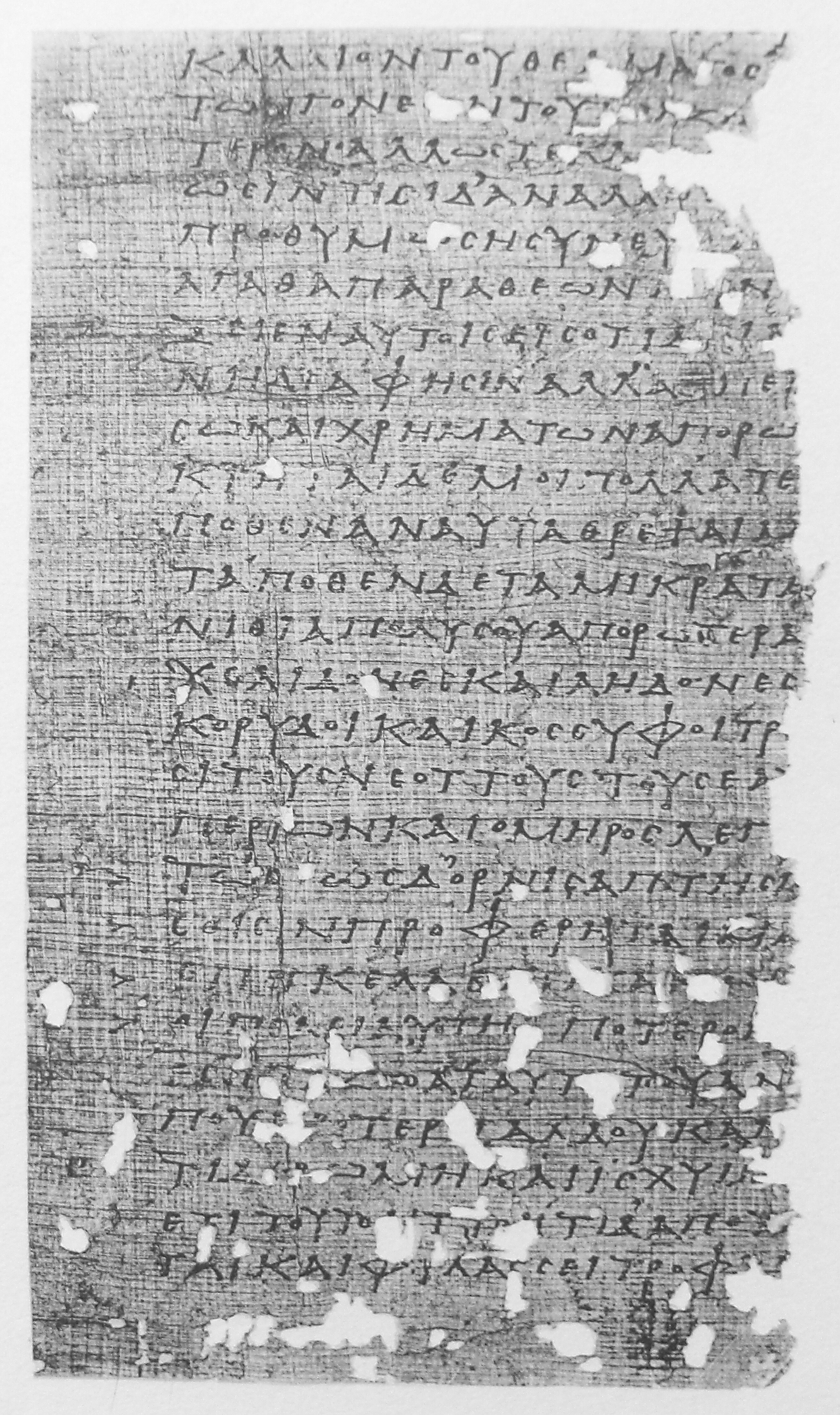
Fragment de papirus din secolul al III-lea. Secțiune a discursului 15 de Gaius Musonius Rufus.

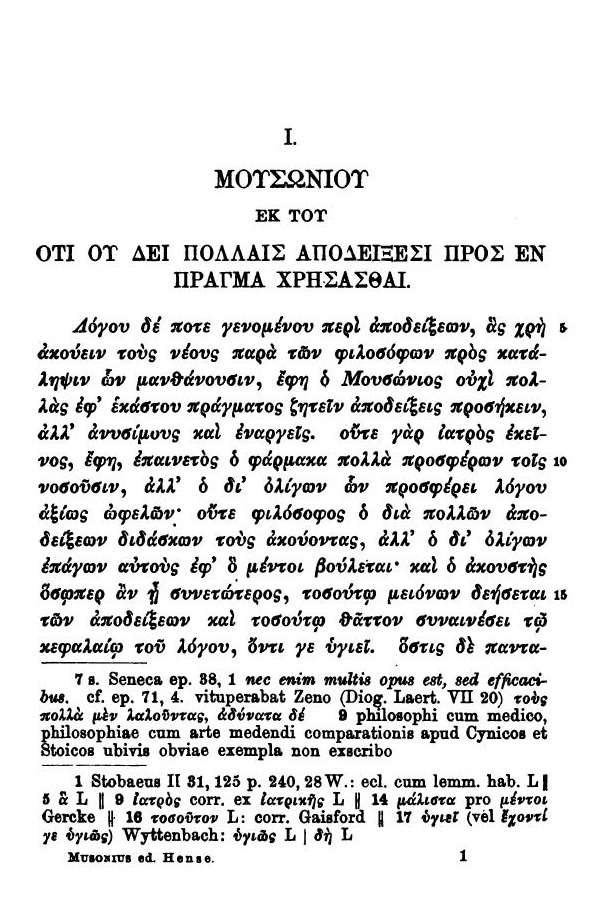
Musonius Rufus, Reliquiae, Hense 1905, pagina 1.

Gaius Musonius Rufus (n. 25 d.Hr., Volsinii⁠(d), Lazio, Regatul Italiei – d. 95 d.Hr.) a fost un filosof stoic roman din secolul I d.Hr. El a predat filosofia în principal la Roma, unde l-a avut printre alții ca elev și pe Epictet. 
Cavaler roman de origine etruscă, el și-a dedicat viața stoicismului. A ținut prelegeri morale în greacă și latină peste tot cuprinsul imperiului. A fost unul dintre cei patru mari filosofi stoici ai Imperiului Roman, împreună cu Seneca, Epictet și Marcus Aurelius.
De la el ne-a rămas o colecție de extrase din prelegerile sale, precum și o serie de fragmente. Textele care au supraviețuit sunt cu siguranță neautentice. Asemenea lui Socrate sau mai târziu Epictet, Musonius nu a lăsat texte scrise. Opiniile sale filosofice au fost colectate de doi dintre elevii săi. Astfel, Discursurile au fost notate de un anumit Lucius și formează baza celor 21 de extracte lungi conservate în Stobaeus. O a doua colecție a fost realizată de Pollio; aceasta s-a pierdut, dar unele fragmente au supraviețuit în citatele unor scriitori de mai târziu.
Musonius a fost renumit pentru încercarea de a opri războiul civil în anul 69 d.Hr. prin predici adresate armatelor pe care le însoțea pe câmpul de luptă. În antichitate era cunoscut ca un om de spirit, curajos, de nezdruncinat și cu simțul umorului. Potrivit scriitorului creștin Origen, sentimentul popular îi considera pe Socrate și Musonius drept cei mai buni oameni din istorie.
Herodot ne spune că „Musonius a ordonat să i se trimită o mie de sesterți unui șarlatan de genul celor care pretind a fi filosofi; mai multe persoane i-au spus că nu merită, că e un om rău, ticălos și bun de nimic. Musonius a răspuns cu un zâmbet, „ei bine, atunci merită banii”. (Fragmentul 50).
A fost exilat sau s-a autoexilat de mai multe ori, ultima dată întorcându-se din exil în 79 d.Hr, după moartea lui Vespasian.